# George Newnes
Sir George Newnes, Primul Baronet (n. 13 martie 1851, Matlock Bath, Derbyshire – d. 9 iunie 1910, Lynton, comitatul Devon) a fost un editor și om politic din Anglia.

## Origini și educație
Tatăl său, Thomas Mold Newnes, era pastor al Bisericii congregaționaliste la Capela Glenorchy din Matlock. A studiat la Silcoates School și apoi la Shireland Hall, Warwickshire, și la City of London School. În 1875 s-a căsătorit cu Priscilla Hillyard.

## Carieră
În 1867 a intrat în comerțul cu ,,bunuri la modă", desfășurându-și activitatea la Londra și Manchester.
El și-a început cariera ca editor în 1881, când a fondat Tit-Bits. Revista a fost publicată inițial în Manchester și conținea extrase din cărți și din alte publicații. El și-a inaugurat revista prin deschiderea unui restaurant vegetarian în Manchester. Organizarea de concursuri a dus la o creștere a numărului de cititori și în 1884 Newnes și-a transferat publicația la Londra.. El a început să lucreze cu W T Stead, cu care a fondat Review of Reviews în 1890  Tit-Bits a ajuns la un tiraj de 700.000 de exemplare la sfârșitul secolului al XIX-lea. Aceasta a deschis calea pentru jurnalismul popular - Daily Mail a fost fondat de către Alfred Harmsworth, fost colaborator la Tit-Bits, iar Daily Express a fost lansat de Arthur Pearson, care a lucrat la Tit'Bits  timp de cinci ani după ce a câștigat un concurs pentru un loc de muncă la acea revistă.
Se poate spune că cea mai cunoscută publicația a sa a fost The Strand Magazine, inițiată în 1891, în care Sir Arthur Conan Doyle și-a publicat pentru prima dată seria de povestiri polițiste cu Sherlock Holmes. El a fondat și alte reviste cum ar fi The Westminster Gazette (1873), The Wide World Magazine (1888), and Country Life (1897). În 1891 a fondat compania George Newnes Ltd, care a preluat afacerile sale din domeniul presei. Compania a fost reorganizată în anul 1897 cu un capital de 1.000.000 de lire sterline și a început să publice cărți.
Din punct de vedere politic, Newnes a fost liberal și a redeschis Westminster Gazette pentru a sprijini partidul când Pall Mall Gazette a devenit ziarul unioniștilor. În 1885 a fost ales ca parlamentar (MP) pentru nou-creata circumscripție electorală Eastern Cambridgeshire sau Newmarket. A deținut acea poziție timp de zece ani, înainte de a fi învins de milionarul conservator, Harry McCalmont, în alegerile din 1895. În 1895 a fost înnobilat cu titlul de baronet "of Wildcroft, in the parish of Putney, in the county of London; of Hollerday Hill, in the parish of Lynton, and Hesketh House, in the borough of Torquay, both in the county of Devon." A reintrat în Camera Comunelor în 1900 ca parlamentar de Swansea și a deținut această poziție până la alegerile generale din ianuarie 1910, când s-a retras.
Newnes și-a construit o casă mare în Lynton, localitate din nordul comitatului Devon. El a jucat un rol major în dezvoltarea orașelor gemene Lynton și Lynmouth. A construit o cale ferată pe stânci pentru a uni cele două orașe, precum și clădirea primăriei și alte imobile publice. În mare parte ca rezultat al eforturilor lui Sir George, a fost inaugurată în 1898 Calea ferată Lynton - Barnstaple de 19 mile, aparent pentru a aduce turiști de pe magistralele de căi ferate la Barnstaple.
Sir George Newnes a murit la casa sa din Lynton în iunie 1910, fiind suferind de ceva timp de diabet. Titlul de baronet a fost moștenit de fiul său, Frank Newnes, care a fost membru al Parlamentului din partea colegiului Bassetlaw, Nottinghamshire, în perioada 1906–1910.
George Newnes Ltd și-a continuat activitatea publicistică o lungă perioadă după moartea fondatorului, cu reviste cum ar fi Practical Mechanics și Practical Television. În 1963, compania a devenit parte a trustului IPC Media, azi o subsidiară a holdingului Time Warner. În prezent, cărțile editate de Newnes continuă să fie publicate de Elsevier.